# Jean-Jacques Ampère
Jean Jacques Ampère, francoski zgodovinar, literarni kritik in akademik, * 12. avgust 1800, Lyon, Francija, † 27. marec 1864, Pau, Francija.
Jean Jacques Ampère, sin fizika André-Marieja, je bil član Académie française.